# Parc national El Tepeyac
Le parc national El Tepeyac (espagnol : Parque nacional El Tepeyac) est un parc national du Mexique situé dans le District fédéral. Cette aire protégée de 15 km2 a été créé en 1937.